# 祝國泰
祝國泰（16世紀—1608年），字鳳池，浙江都司臨山衛軍籍浙江紹興府餘姚縣人，明朝軍事人物。

## 生平
祝國泰是萬曆十一年（1582年）的武進士，獲授潿州營中軍守備，仁愛對待部下，歷陞福建欽州總兵，三十六年（1608年）流寇入侵欽州至龍門，他帶領士兵迎戰，殺賊數以百計，次日敵軍包圍官軍，部下有人膽怯，他大聲說：「龍門是欽州咽喉，萬一失守，豈不是重誤欽州人民？寧願死也不後退！」於是和百戶孔榕迎敵奮戰，適逢潮退令軍船擱淺而遇害，海盜剖腹焚屍海岸，游擊張某為他們立廟祭祀。

## 引用
1. 1 2  光緒《餘姚縣志·卷二十三·列傳十三 明》：祝國泰，字鳳池，萬厯十四年【十一年】武進士，管潿州中軍，厯陞福建欽州總兵，海寇掠欽至龍門，國泰領兵衝之，殺賊百級，賊益眾圍急，有怯者，國泰厲聲曰：「龍門，欽之咽喉，萬一有失，不重誤欽人乎？」遂迎敵奮戰，潮淺船膠遇害，剖腹焚屍，事聞立廟祀之。 乾隆《通志》，參《三祠傳》輯
2. ↑  萬曆《紹興府志》·卷三十四·選舉志六：武科……皇明……萬曆癸未科 臨山衛武生，歷陞福建守備
3. ↑  乾隆《紹興府志·卷五十五·人物志十五》：祝國泰，餘姚人，武進士，管潿州中軍，拊士卒有惠愛，海寇掠欽州至龍門，國泰領兵衝之，殺賊百計，賊盆眾來圍，或以眾寡為言，國泰厲聲曰：「龍門乃欽之咽喉，萬一有失，不重誤欽人乎？寧死無退！」迎敵奮戰，會潮淺船膠遂遇害，剖腹焚屍，潿州游擊張某立廟祀之。 《廣東通志》、《東山志》（云）泰國字鳳池，萬歷武進士，歷官福建欽總
4. ↑  道光《廉州府志·卷十八·宦績》：祝國泰，餘姚武進士，任潿州營中軍守備，萬厯三十六年正月交賊船二百餘艘寇欽州，至龍門泰令州師殺賊勢披靡，明日賊益眾來圍，士卒以眾寡不敵為言，泰厲聲曰：「龍門乃欽州咽喉，萬一有失城且陷，敢退者斬！」與百戶孔榕併力迎敵，自辰至酉戰未休，會潮淺船膠被執，賊剖其腹焚屍海岸，聞者傷之，孔榕一同遇害，州人為立廟祀之。